# Жако ван Дормель
Жако́ ван Дорме́ль (фр. Jaco van Dormael; 9 лютого 1957, Іксель, Брабант, Бельгія) — бельгійський кінорежисер, сценарист, продюсер і актор.

## Біографія
Жако ван Дормель народився 9 лютого 1957 року в місті Іксель, Герцогство Брабант, Бельгія. При народженні переніс важку травму, яка трохи не коштувала йому життя. Ця обставина сильно вплинула на те, що згодом Жако сприймав своє життя як прекрасний дар, який він не заслужив.
Професійну діяльність Жако ван Дормель починав як клоун, працював постановником циркових вистав і спектаклів для дітей. Потім він вступив до Національної вищої школи сценічних мистецтв і техніки масової комунікації (INSAS) у Брюсселі, де вивчав кіновиробництво, паралельно знімаючи свої перші короткометражки. Свою освіту Жако продовжив в Національній вищій школі Луї Люм'єра в Парижі.

## Кінокар'єра
У 1991 році Жако ван Дормель зняв за власним сценарієм першу повнометражну стрічку «Тото-герой», яка була відмічена премією «Золота камера» за найкращий дебютний фільм на Каннському кінофестивалі, премією «Сезар» за найкращий іноземний фільм, Європейською кінопремією в чотирьох номінаціях і принесла широку популярність Дормелю, а також отримала схвалення критиків і комерційний успіх.
У 1995 році Ван Дормель взяв участь в документальному проєкті «Люм'єр і компанія», а поставлений ним роком пізніше фільм «День восьмий» був удостоєний на Каннському кінофестивалі 1996 року преміями за найкращі чоловічі ролі Данієлю Отею і Паскалю Дюкену та номінації на «Золоту пальмову гілку», а також був номінований на «Золотий глобус» і «Сезар».
У 2009 році вийшов наступний фільм режисера, «Пан Ніхто», роботу над яким Ван Дормель почав у 2001 році, а знімання розпочав лише через шість років. Бюджет стрічки склав 37 мільйонів євро, що зробило її найдорожчим фільмом в історії бельгійського кінематографу. «Пан Ніхто», головну роль в якому зіграв Джаред Лето, був нагороджений преміями «Золоті Озелли» і «Biografilm» за найкращий ігровий біографічний фільм і був номінований на «Золотого лева» на 66-му Венеційському кінофестивалі у 2009 році, а також отримав Приз глядацьких симпатій на церемонії нагородження Європейської кінопремії. «Пан Ніхто» відразу ж став культовою стрічкою завдяки своїй філософській спрямованості, саундтреку, характерам головних героїв і майстерності оператора Крістофа Бокарна.
17 травня 2015 року на 68-му Каннському кінофестивалі відбулася прем'єра комедії Жако ван Дормеля «Надновий заповіт», яка була відмічена призами низки міжнародних кінофестивалів і була тепло сприйнята критикою.

## Громадська позиція
У 2018 підтримав українського режисера Олега Сенцова, незаконно ув'язненого у Росії

## Фільмографія (вибіркова)
Режисер
- 1991 — Тото-герой / Toto le héros
- 1995 — День восьмий / Le Huitième Jour
- 1995 — Люм'єр і компанія / Lumière et compagnie
- 2009 — Пан Ніхто / Mr Nobody
- 2015 — Надновий заповіт / Le tout nouveau testament

## Визнання
| Рік                                  | Категорія                                       | Номінант         | Результат |
| ------------------------------------ | ----------------------------------------------- | ---------------- | --------- |
| Каннський кінофестиваль              |                                                 |                  |           |
| 1991                                 | Золота камера за найкращий дебютний фільм       | Тото-герой       | Перемога  |
| 1991                                 | Приз молодого журі за найкращий іноземний фільм | Тото-герой       | Перемога  |
| 1996                                 | Золота пальмова гілка                           | День восьмий     | Номінація |
| Премія Жозефа Плато                  |                                                 |                  |           |
| 1991                                 | Найкращий бельгійський режисер                  | Тото-герой       | Перемога  |
| 1996                                 | Найкращий бельгійський режисер                  | День восьмий     | Перемога  |
| 1999                                 | Найкращий бельгійський сценарій (1984—1999)     | Тото-герой       | Перемога  |
| Приз Європейської кіноакадемії       |                                                 |                  |           |
| 1991                                 | Молодий європейський фільм року                 | Тото-герой       | Перемога  |
| 1991                                 | Європейський сценарист року                     | Тото-герой       | Перемога  |
| 2010                                 | Приз аудиторії                                  | Пан Ніхто        | Перемога  |
| 2015                                 | Найкраща європейська кінокомедія                | Надновий заповіт | Номінація |
| Кінофестиваль Фанташпорту            |                                                 |                  |           |
| 1992                                 | Найкращий фільм                                 | Тото-герой       | Перемога  |
| 1992                                 | Найкращий сценарій                              | Тото-герой       | Перемога  |
| Премія «Сезар»                       |                                                 |                  |           |
| 1992                                 | Найкращий фільм іноземною мовою                 | Тото-герой       | Перемога  |
| Премія BAFTA                         |                                                 |                  |           |
| 1992                                 | Найкращий неангломовний фільм                   | Тото-герой       | Номінація |
| Венеційський кінофестиваль           |                                                 |                  |           |
| 2009                                 | Золотий лев                                     | Пан Ніхто        | Номінація |
| 2009                                 | Приз Biografilm                                 | Пан Ніхто        | Перемога  |
| Премія «Магрітт»                     |                                                 |                  |           |
| 2011                                 | Найкращий фільм                                 | Пан Ніхто        | Перемога  |
| 2011                                 | Найкращий режисер                               | Пан Ніхто        | Перемога  |
| 2011                                 | Найкращий сценарій                              | Пан Ніхто        | Перемога  |
| 2016                                 | Найкращий фільм                                 | Надновий заповіт | Перемога  |
| 2016                                 | Найкращий режисер                               | Надновий заповіт | Перемога  |
| 2016                                 | Найкращий сценарій                              | Надновий заповіт | Перемога  |
| Норвезький міжнародний кінофестиваль |                                                 |                  |           |
| 2015                                 | Найприємніший фільм                             | Надновий заповіт | Номінація |
| 2015                                 | Приз глядацьких симпатій                        | Надновий заповіт | Номінація |
| Austin Fantastic Fest                |                                                 |                  |           |
| 2015                                 | Найкраща кінокомедія                            | Надновий заповіт | Перемога  |
| Фестиваль Biografilm                 |                                                 |                  |           |
| 2015                                 | Європейський Приз глядацьких симпатій           | Надновий заповіт | Перемога  |